# 川勝広良
川勝 広良（かわかつ ひろよし）は、江戸時代前期から中期の旗本。広氏流川勝家の3代当主。

## 生涯
貞享3年（1686年）、川勝益氏の二男として江戸に生まれ、後に川勝広成の養子となった。正徳3年（1713年）8月9日、義父広成の死去により、その家督（丹波国氷上郡内700石）を継ぎ、小普請となった。同年9月15日に初めて将軍徳川家継に謁見した。
享保4年（1719年）10月18日、小姓組に列した。享保9年（1724年）11月15日より二丸に仕えた。享保10年（1725年）6月1日、書院番となり、江戸城西の丸に勤仕した。
妻子ともに無し。延享2年（1745年）11月13日、60歳で没した。家督は養子の広勝が継いだ。